# Fred Melamed
Fred Melamed (New York, 13 mei 1956) is een Amerikaans acteur en toneelschrijver.

## Biografie
Malemed is opgegroeid bij Joodse adoptieouders maar heeft zijn geloof nooit gepraktiseerd. Hij heeft gestudeerd aan de Yale Drama School in New Haven (Connecticut). Malemed is vanaf 1999 getrouwd en heeft een tweeling. De tweeling bestaat uit twee zonen en zijn allebei geboren met autisme, hij en zijn vrouw zijn betrokken bij een stichting die andere ouders helpt met kinderen met autisme.
In zijn loopbaan als acteur is hij ook verantwoordelijk voor voice-overwerk voor films en televisieseries. Naast het acteren schrijft hij ook toneelstukken voor het theater.

## Filmografie

### Films
Selectie:
- 2024 Little Death - als Augustus
- 2018 Dragged Across Concrete - als mr. Edmington
- 2017 Brawl in Cell Block 99 - als mr. Irving
- 2016 Passengers - als stem
- 2016 Hail, Caesar! - als communistische schrijver
- 2015 Bone Tomahawk - als Clarence
- 2014 Adult Beginners - als voorlezer kinderboeken
- 2012 The Dictator – als hoofd nucleaire wetenschapsdienst
- 2009 A Serious Man – als Sy Ableman
- 1992 Husbands and Wives – als Mel
- 1989 Crimes and Misdemeanors – als de decaan
- 1988 The Good Mother – als dr. Payne
- 1988 Another Woman – als stem van patiënt
- 1988 Sticky Fingers – als de politieman (stem)
- 1987 The Pick-up Artist – als George
- 1987 Ishtar – als Caid of Assari
- 1987 Radio Days – als Bradley
- 1986 The Mission – als Don Cabeza (stem)
- 1986 Hannah and Her Sisters – als dr. Grey

### Televisieseries
Uitgezonderd eenmalige gastrollen.
- 2023 Harley Quinn & The Joker: Sound Mind - als dr. Bob (stem) - 10 afl.
- 2022 Barry - als Tom Posorro - 4 afl.
- 2023 The Boss Baby: Back in the Crib - als Russ Tisdale - 4 afl.
- 2022 The Mysterious Benedict Society - als kapitein Noland - 2 afl.
- 2022 Reboot - als Alan - 5 afl.
- 2020 - 2021 Viral Vignettes - als Neil - 3 afl.
- 2021 F Is for Family - als dr. Goldman - 5 afl.
- 2020 Medical Police - als professor Waters - 6 afl.
- 2019 The Morning Show - als agent van Mitch - 2 afl.
- 2017 - 2018 Adventure Time with Finn & Jake - als Gumbald - 7 afl.
- 2015 - 2018 Casual - als Charles Cole - 8 afl.
- 2017 Dan Is Dead - als Shlomo Goldberg - 3 afl.
- 2016 Brooklyn Nine-Nine - als D. C. Parlov - 2 afl.
- 2016 - 2017 Lady Dynamite - als Bruce Ben-Bacharach - 20 afl.
- 2017 Trial & Error - als Howard Mankiewicz - 2 afl.
- 2017 Dan Is Dead - als Shlomo Goldberg - 3 afl.
- 2015 - 2016 Blunt Talk - als dr. Mendelson - 3 afl.
- 2016 New Girl - als J. Cronkite Valley-Forge - 3 afl.
- 2016 Now We're Talking - als Glen Klose - 6 afl.
- 2015 House of Lies - als Harvey Oberholt - 4 afl.
- 2014 - 2015 Benched - als rechter Don Nelson - 5 afl.
- 2011 - 2014 The Good Wife - als rechter Alan Karpman - 3 afl.
- 2013 - 2014 The Crazy Ones - als Fred Melamed - 2 afl.
- 2011 Angry Old Man & Gay Teenage Runaway – als Sobel Altenzorn - 7 afl.
- 2000 – 2001 Courage the Cowardly Dog – als stemmen – 2 afl.
- 1998 The 1998 US Open Tennis Championships – als omroeper – miniserie
- 1998 – 2003 The NFL Today – als omroeper - ? afl.
- 1996 The Late Show with David Letterman – als stem - ? afl.
- 1991 – 1993 Silk Stalkings – als verteller – 54 afl.
- 1981 – 1982 One Life to Live – als Alberto Cervantes - ? afl.

- Biblioteca Nacional de España: XX4989140
- Gemeinsame Normdatei: 1051614929
- International Standard Name Identifier: 0000 0001 1457 8506
- Library of Congress Control Number: no2010052556
- Nationale Bibliotheek van Tsjechië: xx0252719
- Nationale Bibliotheek van Israël: 987007392063005171
- Système universitaire de documentation: 147746213
- Virtual International Authority File: 162195333
- WorldCat: E39PBJxCvxfwbrPcwPpGdqFkDq